# São Sebastião da Amoreira
São Sebastião da Amoreira é um município brasileiro do estado do Paraná.

## Administração
- Prefeito(a): Exilaine Gaspar (Laine)[6]